# Douz
Douz is een oase en dorp in het gouvernement Kébili in centraal Tunesië. De plaats wordt beschouwd als de toegangspoort tot de Sahara en ligt ten zuidoosten van het zoutmeer Sjott el-Djerid.
Toeristen bezoeken Douz om hiervandaan de Sahara te verkennen of om tochten op dromedarissen te maken.

## Cultuur
Jaarlijks vindt eind december het vierdaagse Internationale Festival van de Sahara in Douz plaats. Er worden onder meer dromedarisgevechten en fantasia's gehouden en traditionele muziek en dans worden opgevoerd.
In Douz bevindt zich het Museum van de Sahara, waar de cultuur getoond wordt van nomadisch leven in de woestijn.  